# ワシリー・ジロフ
ワシリー・ジロフ（Vassiliy Jirov、1974年4月4日 - ）は、カザフスタンのプロボクサー。元IBF世界クルーザー級王者。1996年アトランタオリンピックボクシングライトヘビー級金メダリスト。

## 来歴

### アマチュアボクシング
1996年、カザフスタン代表としてアトランタオリンピックボクシングライトヘビー級に出場し、金メダルを獲得した（1回戦でフリオ・セサール・ゴンザレス、準決勝でアントニオ・ターバーに勝利）。

### プロボクシング
1997年1月18日、アメリカ合衆国でプロデビュー。
1999年6月5日、アーサー・ウィリアムスを7RTKOで下し、IBF世界クルーザー級王座を獲得。その後6度防衛。
2003年4月26日、ジェームズ・トニーに12R判定負けで王座から陥落した。

### 幻のK-1出場
2004年4月30日のK-1ラスベガス大会に観戦に訪れて「K-1に興味がある」と将来的な参戦を示唆し、2004年6月6日にK-1名古屋大会で武蔵との対戦が決まったが、ボクシング世界戦を行う可能性が出てきたため、キャンセルとなった。

## 獲得タイトル

### アマチュアボクシング
- 1993年アマチュアボクシング世界選手権 ミドル級 銅メダル
- 1994年アマチュアボクシングアジア選手権 ライトヘビー級 銅メダル
- 1995年アマチュアボクシング世界選手権 ライトヘビー級 銅メダル
- 1996年アトランタオリンピック ライトヘビー級 金メダル

### プロボクシング
- WBCインターナショナルクルーザー級王座
- WBCアメリカ大陸クルーザー級王座
- NABO北米クルーザー級王座
- IBF世界クルーザー級王座